# The Mark of Davis
Albums de Buckethead
Pike 13
(2013) The Boiling Pond
(2013)
The Mark of Davis est le 44e album de Buckethead et le 14e volume de la série « Buckethead Pikes ». Il fut annoncé le 30 avril pour être ensuite offert le 31 mai 2013 en version limitée consistant d'un album à pochette vierge dédicacée par Buckethead.
Le 25 janvier 2014, une version numérique est mise à disposition du public et propose cette fois des titres de piste, une pochette et un titre d'album.
Une version standard a été annoncée, mais n'est toujours pas disponible.

## Liste des titres
| 1.    | Ricochet           | 4:42  |
| 2.    | Nebula             | 2:13  |
| 3.    | The Canals         | 3:45  |
| 4.    | Chickephant        | 10:28 |
| 5.    | Dry Ice Screeches  | 1:42  |
| 6.    | Death Star Surface | 3:10  |
| 7.    | Tree of Lanterns   | 4:58  |
| 8.    | Elephicken         | 0:51  |
| 31:49 |                    |       |

## Remarques
- L'annonce d'origine de l'album fit référence aux 3667 points et à la moyenne de 44.2 par match de « Pistol » Pete Maravich.
- Le titre de l'album pourrait être en lien avec Marc Davis un animateur des studios Walt Disney, faisant de cet album le 2e à honorer un animateur de Disney, l'autre étant The Coats of Claude.
- La piste #5 de Pike 12 peut être entendue en fond sur « Chickephant ».